# Zewditu
Zewditu   (Ejersa Goro, 29 d'abril de 1876 - Addis Abeba, 2 d'abril de 1930) va ser Emperadriu d'Etiòpia entre 1916 i 1930. Va ser la primera emperadriu regnant de l'Imperi Etiop. El seu regnat va estar marcat per les polítiques modernitzadores del seu regent i hereu Ras Tafari Makonnen (futur emperador Haile Selassie) a les quals ella solia oposar-se degut al seu marcat conservadorisme i devoció religiosa. És també la darrera emperadriu regnant de la història de la humanitat.